# Trimeresurus labialis
Trimeresurus labialis es una especie de serpiente venenosa de la familia Viperidae.

## Distribución geográfica
Es endémica de la isla Car Nicobar, perteneciente a la India.

## Estado de conservación
Se encuentra amenazada por la pérdida de su hábitat natural.